# KIF18A
KIF18A‏ (Kinesin family member 18A) هوَ بروتين يُشَفر بواسطة جين KIF18A في الإنسان.